# اس‌ام یوبی-۹۱
اس‌ام یوبی-۹۱ (به انگلیسی: SM UB-91) یک زیردریایی بود که طول آن ۵۵٫۵۲ متر (۱۸۲٫۲ فوت) بود. این زیردریایی در سال ۱۹۱۸ ساخته شد.